# Powiat Nishiiwai
Powiat Nishiiwai (jap. 西磐井郡 Nishiiwai-gun) – powiat w Japonii, w prefekturze Iwate. W 2024 roku liczył 6787 mieszkańców.

## Miejscowości
- Hiraizumi